# کنی بدنارک
کنی بدنارک (انگلیسی: Kenny Bednarek؛ زادهٔ ۱۴ اکتبر ۱۹۹۸) دونده سرعت اهل ایالات متحده آمریکا است.